# Tom Raworth
Tom Raworth (Bexleyheath, 29 de julho de 1938 - Brighton, 8 de fevereiro de 2017) foi um artista, poeta, editor e professor inglês-irlandês que publicou mais de 40 livros de poesia e prosa durante sua vida. Seu trabalho foi traduzido e publicado em muitos países. Após sua morte foi considerado o melhor poeta britânico de sua geração. Tom Raworth morreu em 8 de fevereiro de 2017, vítima de câncer.
Tom morou no México e na Espanha e estudou na Universidade de Essex, onde em 1970 obteve um mestrado em teoria e prática de tradução literária.